# Leberecht Maaß
Leberecht Maaß (Korkenhagen, 1863. november 24. – Helgoland közelében, 1914. augusztus 28.) a Német Császári Haditengerészet tengerésztisztje volt. 1914-ben ellentengernagyként esett el a helgolandi csatában.

## Pályafutása
A háború előtt 
1883-ban kadettként lépett be a Császári Haditengerészet (Kaiserliche Marine) kötelékébe. 1893 és 1895 között torpedónaszádparancsnokként szolgált. 1898-től 1901-ig flottillavezető, majd 1903-tól 1906-ig a torpedófegyvernem részlegvezetője (Abteilungskommandeur in der Torpedowaffe) volt.
1906 októberétől 1908 márciusáig a kieli Tengerészeti Akadémia és Iskola igazgatója volt. 1908. március 7-én sorhajókapitánnyá léptették elő. 1908 áprilisától 1909 márciusáig a Freya, 1909 márciusa és 1910 júniusa között a Scharnhorst cirkálók, majd 1910 augusztusa és 1910 szeptembere között a Weißenburg csatahajó parancsnoka volt.
1910 októberében a II. hajógyári divízió (II. Werftdivision) parancsnokává nevezték ki. 1913 szeptemberétől 1914 februárjáig a felderítőhajók rangban harmadik tengernagya (Dritter Admiral der Aufklärungsschiffe) volt és zászlóshajójaként a Cöln könnyűcirkáló szolgált. Eközben 1913. december 9-ikén ellentengernaggyá léptették elő. 1914. március 1-ejei hatállyal a felderítőhajók rangban második tengernagyává lett. A feladatköre ezzel együtt nem változott jelentősen.
 A háború alatt 
Az első világháború kitörésével Maaß tovább a rombolók vezetői feladatait (I. Führer der Torpedobootsstreitkräfte) is ellátta és emellett a II. felderítőcsoport (II. Aufklärungsgruppe) vezetője is volt. Zászlóshajójával, a Cölnnel augusztus 1. és 7. között a Schillig-révnél tartózkodott. Augusztus 12. és 15. között előretöréseket hajtott végre az Északi-tengeren.
Maaß az 1914. augusztus 28-ikán lezajlott helgolandi csatában esett el. A Royal Navy Harwich Force-nak nevezett könnyű erőkből – az Arethusa és a Fearless könnyűcirkálókból valamint 31 rombolóból – álló köteléke Reginald Tyrwhitt commodore vezetésével e nap kora reggelén támadást intéztek a Helgoland mellett őrjáratozó német rombolókon és közülük elsüllyesztették a V 187-et. David Beatty altengernagy öt csatacirkálójával (Lion, Queen Mary, Princess Royal, New Zealand és Invincible ) valamint három további könnyűcirkálóval 25 tengeri mérföldre északra helyezkedett biztosítandó a Harwich Force-t. Tyrwhitt visszaverésére elsőként a Frauenlob és a Stettin könnyűcirkálók érkeztek a helyszínre, majd további négy Maaß vezetésével. Tyrwhitt cirkálói hamar szorult helyzetbe kerültek és az Arethusa a német ágyútűzben súlyos sérüléseket szenvedett. A Tyrwhitt kérésére segítségére siető Beatty 12:40-kor érkezett meg és ezek nagy tűzerejüknek köszönhetően elsüllyesztettek három elkeseredetten védekező könnyűcirkálót, a Mainzot, a  Cölnt és az Ariadnét. 
Az 51 éves Leberecht Maaß ellentengernagy zászlóshajójával, a Cölnnel együtt veszett oda. 

## Emlékezete

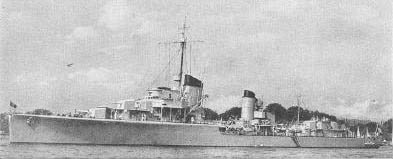
Z 1 Leberecht Maass

A torpedó-kiképzés mürwiki iskolájának egyik laktanyája az ő nevét viselte (Maaß-kaszárnya). Az épület ma lakóház.
Tiszteletére nevezték el utána a Kriegsmarine egyik rombolóját, a Z 1-et.

## Fordítás
- Ez a szócikk részben vagy egészben  a   Leberecht Maaß című német Wikipédia-szócikk ezen változatának fordításán alapul.  Az eredeti cikk szerkesztőit annak laptörténete sorolja fel. Ez a jelzés csupán a megfogalmazás eredetét és a szerzői jogokat jelzi, nem szolgál a cikkben szereplő információk forrásmegjelöléseként.